# مسابقات فرمول یک فصل ۱۹۶۷
مسابقات فرمول یک فصل ۱۹۶۷ در سال ۱۹۶۷ میلادی برگزار شد. در این مسابقات دنی هولم (به انگلیسی: Denny Hulme) از تیم برابهم و با خودروی رپکو به قهرمانی رسید وی که در آغاز مسابقه در خط ۰ قرار داشت، بهترین زمان خود را در دور ۲ به دست آورد و در مجموع صاحب ۵۱ امتیاز شد.